# 剪舌麻雀

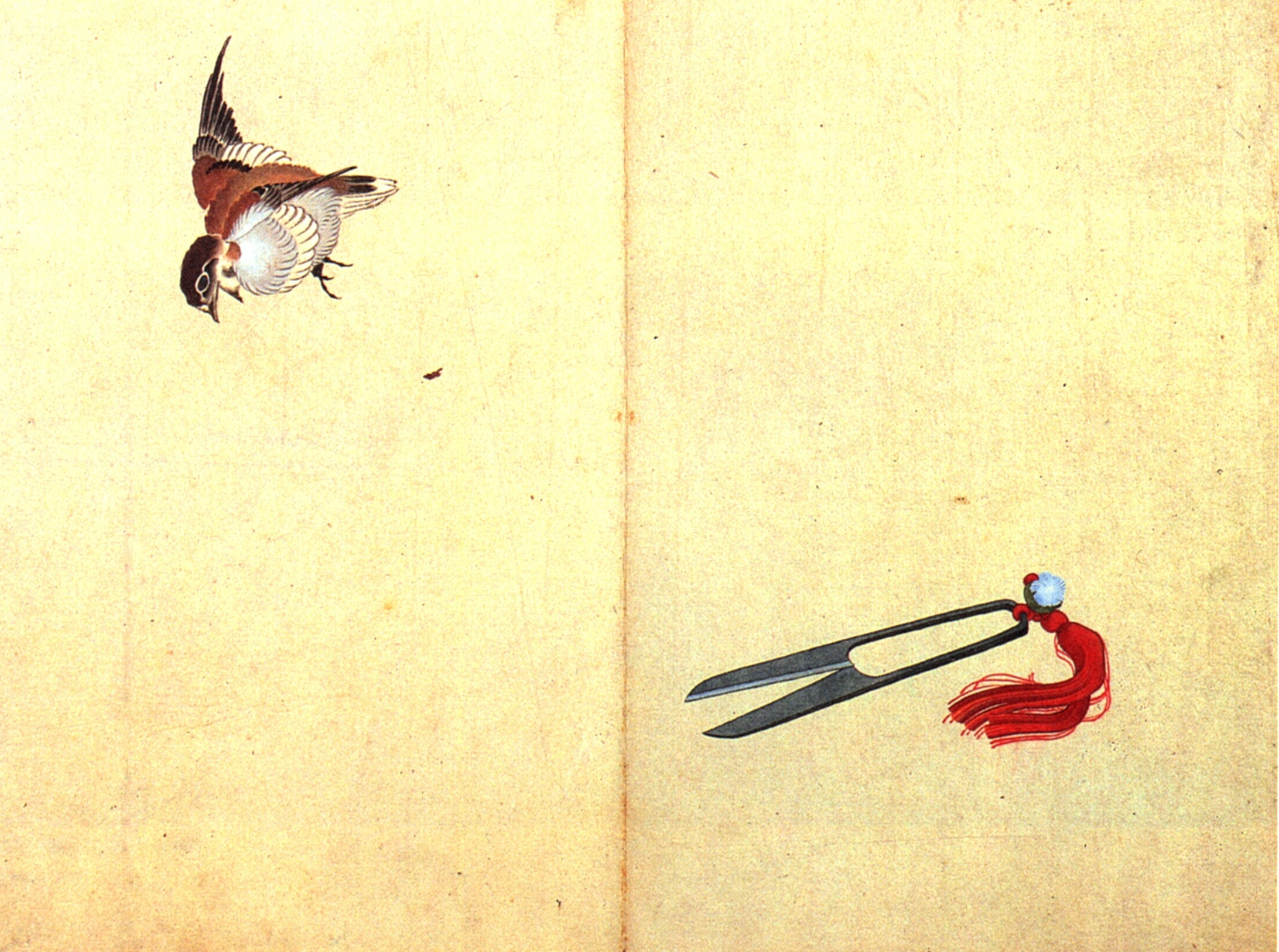
葛飾北齋畫：『剪舌麻雀』

《剪舌麻雀》是日本的一則童話故事。

## 故事概要
很久很久以前，在某地住著一對老夫婦，老爺爺很溫柔的對待前來玩耍的小麻雀，並給牠們食物吃，可是老奶奶卻很不高興，很不滿意老爺爺餵麻雀食物吃。因為家裡窮，老奶奶怕老爺爺餵麻雀食物吃後，就沒東西可以吃了，不過老爺爺並不在意，還是照樣餵麻雀食物吃。有一天老爺爺有事外出，老奶奶煮了一鍋準備用來漿衣服用的漿糊被麻雀給吃了。老奶奶看到後很生氣，就抓住麻雀，並拿起剪刀把牠的舌頭給剪了，被剪了舌頭的小麻雀接著逃走回到了山上的家。
在回到家的老爺爺聽了老奶奶的話，心裡很替麻雀擔心，就出發去尋找麻雀的家。走著走著，突然有一隻麻雀為老爺爺指引了路，並帶他到麻雀的家。受傷的麻雀看到了老爺爺，知道他對牠有恩，為了感謝他來看牠，還為老爺爺唱歌跳舞，並且還拿來很多好吃的東西，讓老爺爺很高興。當老爺爺正想要離開的時候，麻雀們準備了禮物要送給老爺爺，牠們準備了一個大葛籠和一個小葛籠，而老爺爺選擇了小葛籠，並把它帶回家。回到家的老爺爺，打開小葛籠一看，裡面居然裝著滿滿的小判（一種錢幣），讓老爺爺非常吃驚，讓在一旁的老奶奶也非常羨慕。
而老奶奶，她為了也想得到麻雀的禮物，隔一天就去找麻雀的家，假裝對麻雀示好，並對被她剪了舌頭的麻雀道歉，之後看到麻雀身邊的一個大葛籠和一個小葛籠，貪婪的老奶奶選擇了大葛籠，然後頭也不回地往家的方向去了，但是受不了誘惑的老奶奶，在回家的半路上，就把大葛籠打開，沒想到裡面出現妖怪、蟲、蜥蜴、蜜蜂、青蛙、蛇等令人覺得噁心的東西，讓老奶奶被嚇到而閃到腰，不久就過世了（有一種說法是老奶奶被大葛籠裡的妖怪給吃了）。

## 原始典故・類似的故事
在猿蟹合戰與咔嚓咔嚓山等等，有很多類似的民間故事，這個故事本來也被傳說是，包含著殘酷的古怪的內容。老人為了尋找麻雀居住的地方，有很多人多少都有聽過，不過聽說還有讓老人喝馬血和牛尿的場面（這個部份，有的版本是喝洗过牛和马的水）。在明治時代以後，為了作為適合小孩子們的故事，便把這樣過於刺激的部份給刪除了，童話故事的形式也同樣被整理過了。除此之外，童話故事伴隨的時代背景，故事內容常常被改變很多。江戶時代的赤本和明治時代的巖谷小波的傳說故事被廣為人知，並影響到世界各地。宇治拾遺物語的「折腰麻雀」，（老奶奶幫助腰被折到而受傷的麻雀，因此得到一個葫蘆的種子，實際上種子卻種出了白米和金銀財寶來。住在隔壁的老奶奶看到非常羨慕，但卻故意把麻雀的腰給折傷了，並仿效最初的老奶奶的作法，雖然也得到葫蘆的種子，不過卻被種出蛇和蜜峰給殺死。在朝鮮也有類似的故事）作為報恩譚與被抓住的，剪舌麻雀得到的考驗在尋訪國外時得到類似的故事，不過故事的起源不同。此外其他故事還有「孝順麻雀」、「麻雀的粗心」、「麻雀的報仇」、「麻雀酒店」等，對於稻米、糧食的招待，與麻雀有關的管理情況非常多。

## 模仿作品
太宰治在1945年所寫的《御伽草紙》中有收入「剪舌麻雀」。《御伽草紙》是中期對太宰文學裡特有的幽默的語調和態度，是對太宰流解釋這四篇童話故事的作品。

## 相關項目
- 磯部温泉（日语：磯部温泉）-剪舌麻雀傳說的住所

## 外部連結
- （日語）剪舌麻雀：楠山 正雄 （页面存档备份，存于）（青空文庫）
- （日語）剪舌麻雀 Digital EHON site （页面存档备份，存于）